# Ixodes myospalacis
Ixodes myospalacis este o specie de căpușe din genul Ixodes, familia Ixodidae, descrisă de H. T. Teng în anul 1986. Conform Catalogue of Life specia Ixodes myospalacis nu are subspecii cunoscute.